# Bad Actress
Bad Actress es una película independiente estadounidense de 2011, dirigida por Robert Lee King, escrita por David Michael Barrett, producida por Lisa Schahet y protagonizada por Beth Broderick como la ex estrella de televisión Alyssa Rampart-Pillage. La cinta tuvo su estreno mundial en el Festival Internacional de Cine de Miami en marzo de 2011.
Una comedia oscura, la película es un recuento de la tragedia griega Electra ambientada en el Valle de San Fernando. La reina de las telenovelas nocturnas, Alyssa Rampart-Pillage (Beth Broderick), ha pasado de moda, pero su carrera se reinicia una vez que es acusada de asesinar a su marido, Bernie (Chris Mulkey), el rey de los electrodomésticos del Valle de San Fernando.

## Reparto
- Beth Broderick como Alyssa Rampart-Pillage
- Chris Mulkey como Bernie Pillaje
- Whitney Able como Rebecca Pillage
- Ryan Hansen como Russell Pillaje
- Vincent Ventresca como Morris Pillage
- Andrew Levitas como George Apodaca
- Nathan Lee Graham como Cassandra/Dave
- Keri Lynn Pratt como Topanga Pillage
- Jason Olive como Det. Ray Stoker
- Deborah S. Craig como Det. Pamela Rudin
- Corbin Bernsen como él mismo
- Dee Wallace como ella misma
- Greg Proops como Barry
- Sean Hankinson como coordinador forense

## Producción
Bad Actress, producida por Lisa Schahet de HMO Nurse Productions, tenía un calendario de rodaje de 24 días. La mayor parte de la película se rodó en locaciones del Valle de San Fernando, donde se desarrolla la película. El título de rodaje de la película fue Tarzana, que luego cambió a (818), y finalmente a Bad Actress. El guionista David Michael Barrett fue el productor ejecutivo, junto con Marcus Hu y Jon Gerrans de Strand Releasing.

## Estreno
Después de una exitosa carrera en el Festival Internacional de Cine de Miami y proyecciones en todo el mundo, incluido el prestigioso Festival Internacional de Cine de Cleveland, la película se vendió a Strand Releasing, quienes distribuyen la película en Netflix, Hulu, Amazon, iTunes, VOD, DVD y Blu-ray.